# Опозиція до Володимира Путіна в Росії
Опозицію до уряду президента Володимира Путіна в Росії можна розділити між парламентськими опозиційними партіями в Державній Думі та різними несистемними опозиційними організаціями. У той час як перші здебільшого вважаються більш-менш лояльними до уряду та Путіна, другі виступають проти уряду та здебільшого не представлені в урядових органах.
«Системна опозиція» в основному складається з Комуністичної партії Російської Федерації (КПРФ), Ліберально-демократичної партії Росії (ЛДПР), «Справедливої Росії – за правду» (СРЗП), «Нових людей » та інших незначних партій; ці політичні групи, теоретично заявляючи, що вони опозиційні, загалом підтримують політику уряду.  
Серед основних політичних партій, які вважаються частиною несистемної опозиції, є «Яблоко» та Партія народної свободи (ПАРНАС), а також незареєстрована партія «Росія майбутнього». Серед інших відомих опозиційних груп — Координаційна рада російської опозиції (КСО) (2012–2013) та «Інша Росія» (2006–2011), а також різні неурядові організації. 
Їх прихильники відрізняються за політичною ідеологією, починаючи від лібералів і соціалістів і закінчуючи націоналістами. Головним чином їх об’єднує опозиційність до Путіна та корупції в уряді. Однак брак єдності всередині опозиції також заважав її авторитету.   Опозиційні діячі також стверджують, що уряд Путіна ухвалив ряд законів та вжив інших заходів, щоб запобігти їм будь-якому успіху на виборах.

## Акції та компанії
Поточні кампанії опозиції включають поширення антипутінських репортажів, таких як Путін. Результати. 10 років (2010), Путін. Корупція (2011) і Життя раба на галерах (2012). Відеоверсії цих звітів під назвою «Брехня путінського режиму» в Інтернеті переглянули близько 10 мільйонів разів.

## Історія

### Марш незгодних 2006–2008

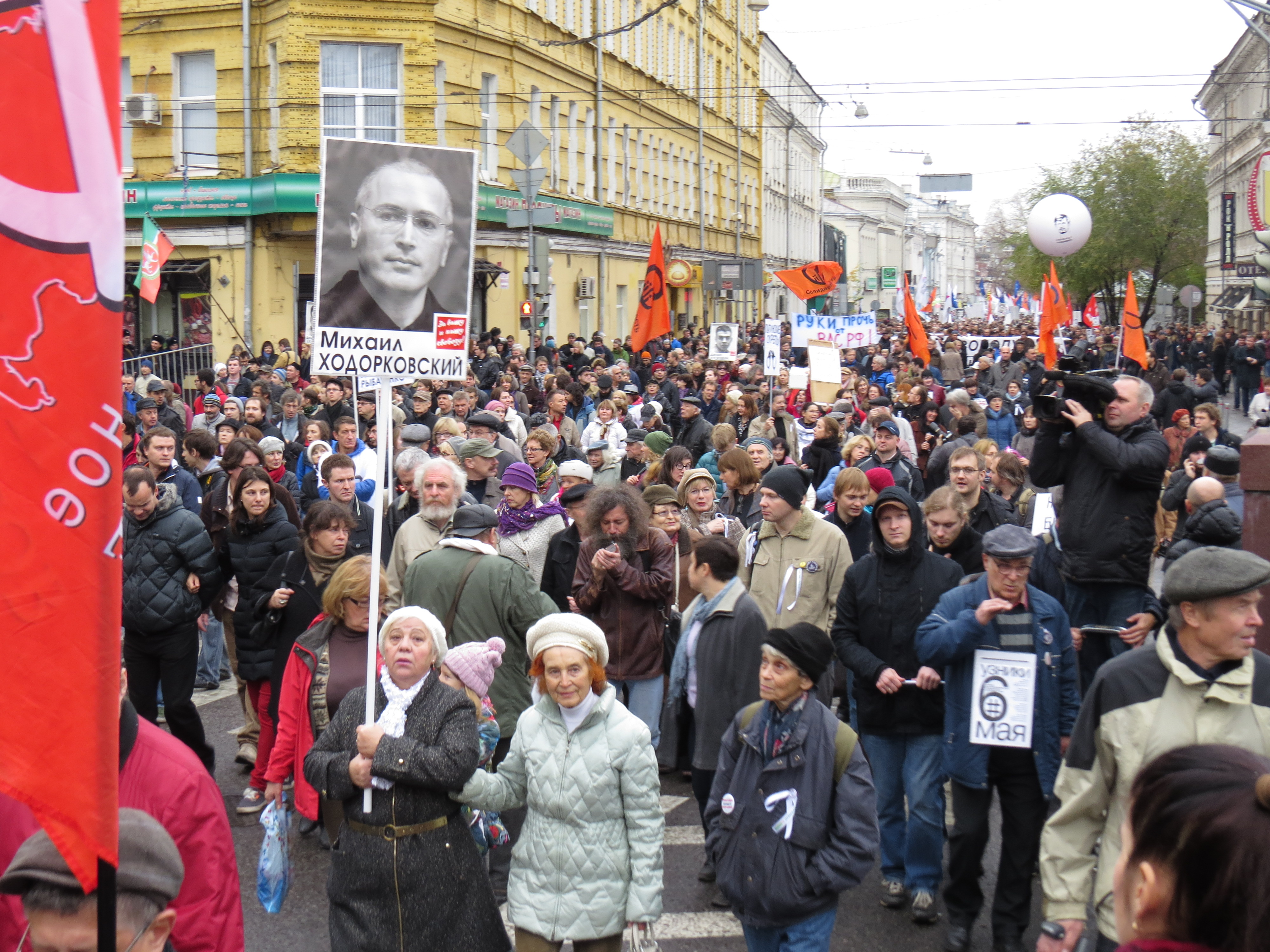
Мітинг на підтримку політв'язнів у Росії, Москва 27 жовтня 2013 року

Марш незгодних — серія акцій протесту російської опозиції, розпочата у 2006 році. Їй передували мітинги опозиції в містах Росії в грудні 2005 року, в яких брала участь менша кількість людей. Більшість маршів Незгодних були несанкціоновані владою. Марш незгодних був організований «Іншою Росією», широкою зонтичною групою, до якої входять лідери опозиції, включаючи Націонал-більшовицьку партію з її лідером Едуардом Лімоновим, ультралівий «Авангард червоної молоді», а також націоналісти та ліберали, такі як колишній чемпіон світу з шахів і Лідер Громадянського фронту Гаррі Каспаров.

### Протести в Росії 2011 - 2013

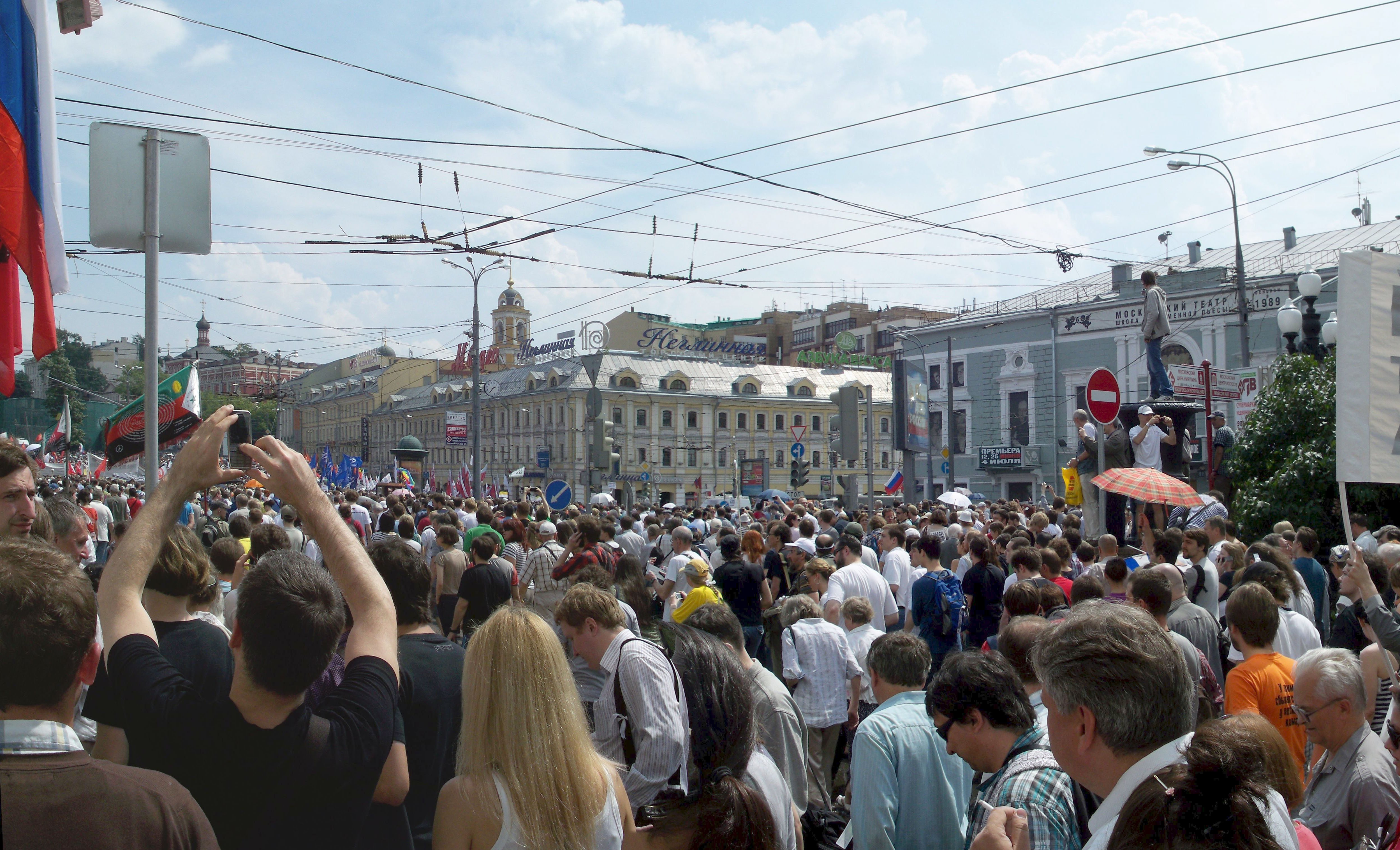
Антипутінський марш у Москві, 12 червня 2012 року

Починаючи з 5 грудня 2011 року, наступного дня після виборів до Держдуми, неодноразово відбуваються масові політичні виступи громадян Росії, незгодних з результатами цих «виборів». Тодішній сплеск масових акцій опозиції деякі видання називають «сніговою революцією».Ці мітинги тривали під час кампанії з виборів президента Росії та після президентських виборів 4 березня 2012 року, на яких Путін офіційно переміг у першому турі. Протестувальники стверджували, що вибори супроводжувалися порушеннями виборчого законодавства та масовими фальсифікаціями. Одним із головних гасел більшості акцій було "За чесні вибори!" а символом протестів обрано білу стрічку. Починаючи з весни 2012 року акції отримали назву «марші мільйонів» і мали форму ходи з подальшим мітингом. Виступи учасників були антипутінськими та антиурядовими.

### Антивоєнні протести в Росії 2014 - 2015
У 2014 році члени російської опозиції провели антивоєнні протести проти російського військового втручання в Україну після української революції 2014 року та кримської кризи. Марш миру пройшов у Москві 15 березня, за день до референдуму про статус Криму. Протести стали найбільшими в Росії з протестів 2011 року. Reuters повідомляє, що 15 березня в антивоєнному мітингу взяли участь 30 тисяч осіб.

### Протести в Росії 2017 - 2018
26 березня 2017 року акції протесту проти ймовірної корупції в російському уряді відбулися одночасно в багатьох містах країни. Протести почалися після виходу фільму «Він вам не Дімон» Фонду боротьби з корупцією Олексія Навального. Опитування Левади в квітні 2017 року показало, що 45% опитаних росіян підтримали відставку прем'єр-міністра Росії Дмитра Медведєва, проти - 33% респондентів.

### Протести в Росії 2021
23 січня 2021 року по всій Росії пройшли акції протесту на підтримку російського опозиціонера Олексія Навального, який був затриманий, а потім ув’язнений після повернення до Росії 17 січня після отруєння. За кілька днів до протестів було опубліковано розслідування Навального та його Фонду боротьби з корупцією, в якому Путіна звинуватили в корупції. Ролик за кілька днів набрав 70 мільйонів переглядів.
Після ув’язнення Навального з боку уряду спостерігалося «зміцнення курсу», коли відомим опозиційним діячам було запропоновано вибір «йти на Захід чи Схід», тобто альтернатива, яка не підлягає обговоренню, або емігрувати («Захід»). ) або до колоній («Схід»). Серед політиків, з Росії виїхали Любов Соболь, Дмитро Гудков, Іван Жданов (батько якого був заарештований у Росії як заручник), Кіра Ярмиш, журналісти Андрій Солдатов, Ірина Бороган, Роман Баданін. Хвилю репресій також пов'язують із думськими виборами у вересні 2021 року.

### Антивоєнні протести в Росії 2022
Після російського вторгнення в Україну в 2022 році протестувальники використовували біло-синьо-білий прапор як символ опозиції, хоча не всі використовували цей прапор. Декілька опозиційних активістів (наприклад, Марія Мотузная) розкритикували виправдання AssezJeune (одного з творців прапора) щодо видалення червоної смуги.

### Заколот ПВК "Вагнер"
23 червня 2023 року сили, лояльні до групи Вагнера Євгена Пригожина, почали повстання проти російського уряду. Посилаючись на те, що Міністерство оборони Росії, а саме міністр оборони Росії, Сергій Шойгу неправильно керував російським вторгненням в Україну, а також стверджував, що російська армія обстріляла одну з казарм групи Вагнера, що призвело до втрат. Вагнер зайняв місто Ростов-на-Дону, оточивши, а потім захопивши штаб Південного військового округу. Пригожин пообіцяв піти на Москву й заарештувати Шойгу та інших російських генералів і віддати їх під суд за вбивство персоналу Вагнера.

## Російські опозиційні партії та організації
- Яблуко (партія)
- ПАРНАС
- Фонд боротьби з корупцією
- Росія майбутнього
- Солідарність[ru]
- Лівий блок[ru]
- Бойова організація анархо-комуністів
- Правий Блок[ru]

- І тд.

## Символіка

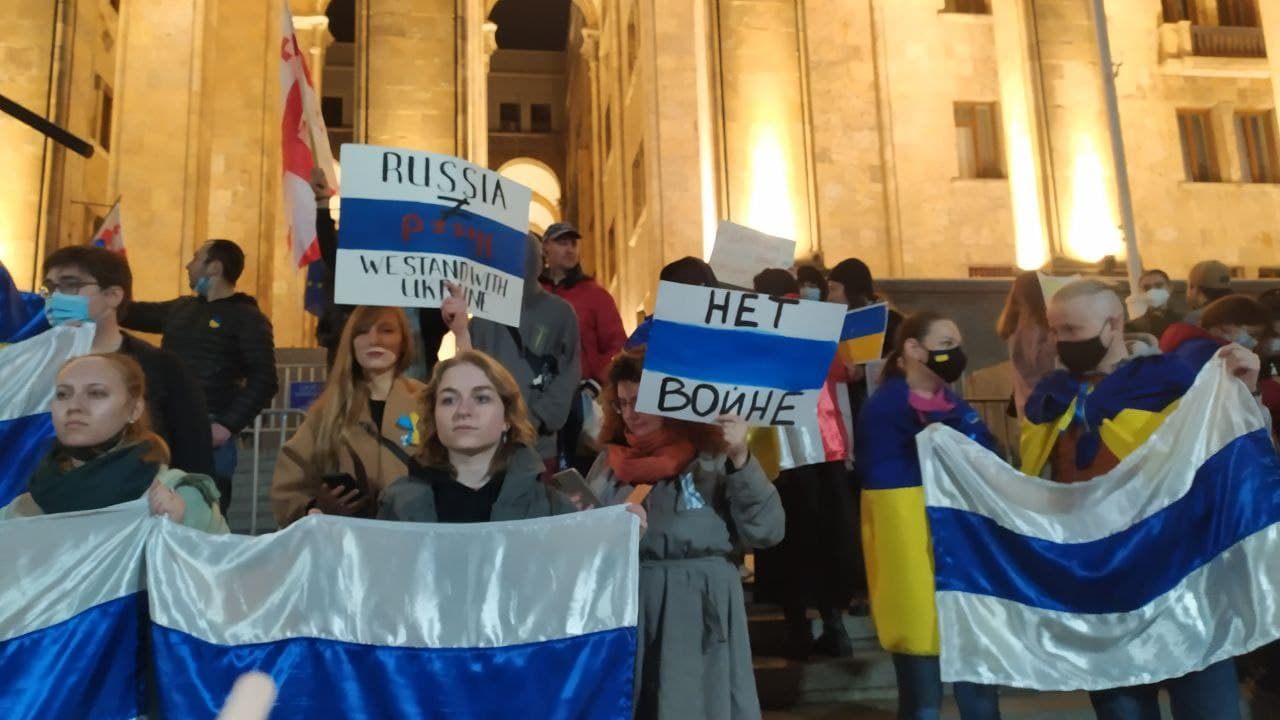
Росіяни протестують проти війни в Україні з біло-синьо-білим прапором Росії, 2 березня 2022 року

У 2012 році термін «опозиція з білими стрічками» був застосований до протестувальників за чесні вибори, оскільки вони носили білі стрічки як свій символ.
Біло-синьо-білий прапор є символом протистояння російському вторгненню в Україну у 2022 році, який використовувався російськими антивоєнними протестувальниками. Його також використовували як символ опозиції до чинного уряду Росії.